# آيت علي أومحمد (كتاوة)
آيت علي أومحمد هي إحدى مشيخات المملكة المغربية، تتبع جغرافيا لإقليم زاكورة وإداريًا لكتاوة. يقدر عدد سكانها بـ 313 نسمة حسب الإحصاء الرسمي للسكان والسكنى لسنة 2004.